# Evangelický kostel (Valašské Meziříčí)
Evangelický kostel Českobratrské církve evangelické ve Valašském Meziříčí byl postaven v letech 1908–1909 podle návrhu chorvatského architekta Lea Kaldy. Stavbu provedl J. Demel z Valašského Meziříčí. Původní vybavení od architektů Pelanta a Šachla se v 80. letech 20. století změnilo. Na čelní stěně za kazatelnou se od roku 1989 nachází plastika, znázorňující několik Ježíšových podobenství. Její autorkou je Barbora Veselá z Prahy.
Kostel se nachází v parku Botanika na ulici Blahoslavova ve Valašském Meziříčí. Budova nyní slouží k bohoslužbám a koncertům vážné a duchovní hudby a kulturním akcím. Budova kostela je propojena s patrovou farou. Fara je vyzdobena jednoduchými sgrafity. Před rokem 1918 zde byl umístěn alumnát pro evangelické studenty. V letech 1907–1922 zde bylo také reformované dívčí gymnázium.
Ministerstvo kultury v roce 1997 prohlásilo evangelický kostel ve Valašském Meziříčí za kulturní památku České republiky.